# 篠原城 (横浜市)

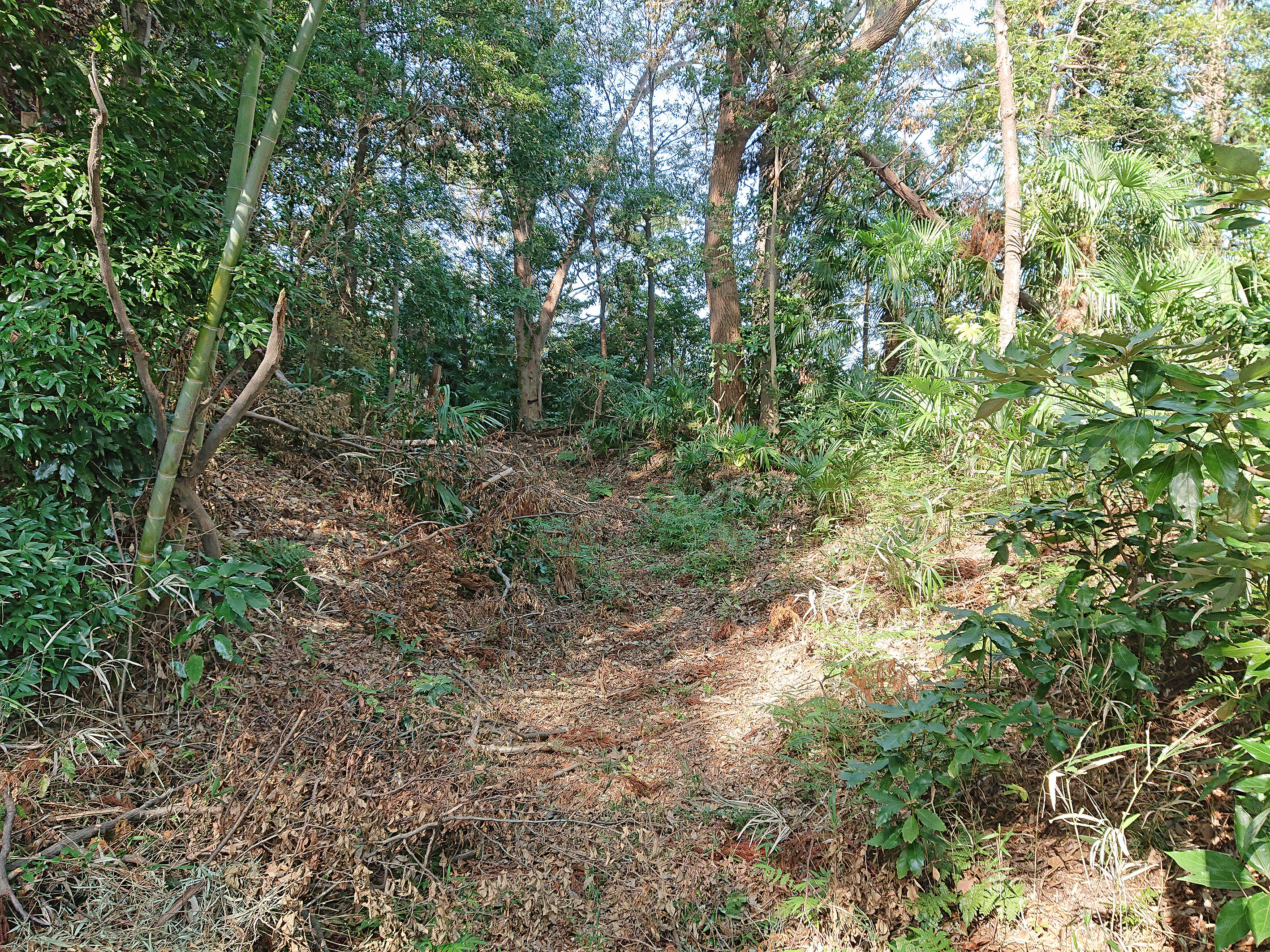
篠原城空堀

篠原城（しのはらじょう）または金子城（かねこじょう）は、横浜市港北区篠原町2564番付近にあった日本の城（山城）。

## 概要
JR新横浜駅東口の小高い山の上に位置する。小田原北条氏家臣の一人として『小田原衆所領役帳』に名の見える、金子出雲が城主を務めていたと伝わる。
周囲は宅地化が進行しているが、横浜市環境創造局が管理する篠原城址緑地の範囲では、土塁や郭が比較的良好に保存されている。

## その他
- 『まぼろしの篠原城』：篠原城を題材とした五大路子主演の舞台作品[1]。